# Prolymnia atrifera
Prolymnia atrifera är en fjärilsart som beskrevs av George Francis Hampson 1911. Prolymnia atrifera ingår i släktet Prolymnia och familjen nattflyn. Inga underarter finns listade i Catalogue of Life.